# 大久保哲男
大久保 哲男（おおくぼ てつお、1939年3月14日 - ）は、日本の元騎手。
実父は元調教師の大久保石松。

## 来歴
1960年3月に実父である京都・大久保石松厩舎からデビューし、加賀武見・中西武信・吉岡八郎と同期となる。
同5日の阪神第4競走4歳未勝利・ヒサヒカリ（11頭中5着）で初騎乗を果たし、19日の阪神第8競走5歳以上50万下・センプウで初勝利を挙げる。夏の中京では8月6日・7日に初の2日連続勝利、21日には初の1日2勝を記録するなど7勝を挙げ、初年度から2桁勝利となる14勝をマーク。
3年目の1962年にはウキハシでアラブ大賞典・タマツバキ記念（秋）2着、1963年にはサチトヨで読売カップ（秋）2着に入ったが、1964年には3勝に終わったと同時に2桁勝利が4年連続で止まった。
1965年は7月31日の小倉で挙げた2勝 に終わり、同年12月からは関東に移籍。
1966年には1月30日の東京第1競走4歳以上30万下・ロツクトリーで移籍後初勝利を挙げ、夏の北海道で7勝、秋の新潟で5勝を記録するなど3年ぶりの2桁勝利で5年ぶりの15勝をマーク。
1967年にはスイフトライトで9月の札幌オープンでマーチスの2着、10月の福島オープンでタケシバオーの3着であった。
1968年には2年ぶりに15勝をマークしたが、結局15勝を超えた年はなく、同年が最後の2桁勝利となった。
1969年にはスイノオーザで夏の函館戦では2度もタニノムーティエの2着に入り、秋の府中3歳ステークスを勝利。
1969年12月からは再び関西に戻り、1970年は1勝に終わる。
1972年には前年のビクトリアカップ馬タイヨウコトブキに騎乗し、初騎乗の第13回宝塚記念ではベルワイド・メジロアサマの天皇賞馬2頭を抑えてショウフウミドリの2着、高松宮杯では前年秋の天皇賞馬ヤマニンウエーブに先着する2着に入った。
1973年にはエリモロイヤルで毎日杯をホウシュウエイトの4着としたほか、レディコトブキで朝日チャレンジカップではタニノチカラの4着、ビクトリアカップではニットウチドリ・ナスノチグサに次ぐ5着、阪神牝馬特別5着に入った。
1976年にはエリモファーザーで毎日杯を制して自身唯一の重賞勝利を挙げ、スプリングステークスではテンポイント・メジロサガミとの3頭の叩き合いでテンポイントをアタマ差まで追い詰めて3着であった。
1977年には2頭しかいないタイヨウコトブキの初年度産駒エーワンコトブキで連勝したが、6月25日の中京第10競走4歳オープンが最後の勝利となり、同馬に騎乗した1978年の中日新聞杯（13頭中9着）を最後に現役を引退。

## 騎手成績
| 通算成績 | 1着 | 2着 | 3着 | 4着以下 | 出走回数 | 勝率 | 連対率 |
| -------- | --- | --- | --- | ------- | -------- | ---- | ------ |
| 計       | 143 | 162 | 153 | 1013    | 1471     | .097 | .231   |

主な騎乗馬
- エリモファーザー（1976年毎日杯）